# Xã Rome, Quận Bradford, Pennsylvania
Xã Rome (tiếng Anh: Rome Township) là một xã thuộc quận Bradford, tiểu bang Pennsylvania, Hoa Kỳ. Năm 2010, dân số của xã này là 1.191 người.